# Ot1
Ot1 – polskie oznaczenie niemieckiego parowozu towarowego serii BR41, produkowanego w latach 1936-1941 dla kolei niemieckich.

## Historia
Parowozy towarowe Baureihe 41 zaprojektowano do prowadzenia szybkich pociągów towarowych. Wyprodukowanych zostało 366 parowozów na zamówienie kolei niemieckich. Kursowały z pociągami towarowymi w górskich regionach. Po drugiej wojnie światowej 19 lokomotyw było eksploatowanych przez Polskie Koleje Państwowe do prowadzenia pociągów pasażerskich na liniach podgórskich. Ostatni parowóz skreślono z inwentarza parowozowni Lublin w marcu 1973 roku. W krajach niemieckich dokonano wymiany kotłów parowych. Na kolejach zachodnioniemieckich zamontowane zostały spawane kotły z komorą spalania. Niektóre parowozy przebudowano na opalanie olejowe. Na kolejach wschodnioniemieckich zamontowane zostały kotły z komorą spalania i mieszalnikowym podgrzewaczem wody zasilającej. Kursowały na niemieckich szlakach do października 1977 roku. Kilka niemieckich parowozów zachowano jako eksponaty zabytkowe.

## Konstrukcja
Do parowozu produkowano stalowy kocioł parowy z przegrzewaczem. Zastosowano zawory bezpieczeństwa systemu Ackermanna oraz pompę tłokową z podgrzewaczem powierzchniowym umieszczonym przed kominem. Parowóz posiadał wiatrownice Wagnera oraz  centralne smarowanie prasą smarną systemu Boscha. Do hamowania lokomotywy został zainstalowany hamulec ciśnieniowy Knorra. W parowozie dodatkowo została zamontowana piasecznica ze sprężonym powietrzem oraz oświetlenie elektryczne. Na kolejach zachodnioniemieckich w parowozach zamontowano wiatrownice Wittego.